# NGC 2411
NGC 2411 este o galaxie eliptică situată în constelația Gemenii. A fost descoperită în 7 februarie 1885 de către Édouard Stephan⁠(d). Se află la o distanță de 71,91 de megaparseci de Pământ.